# Arnold Langenmayr
Arnold Langenmayr (* 15. Mai 1943 in Traunstein; † 2. Februar 2025) war ein deutscher Psychologe, Psychoanalytiker und Hochschullehrer. Er verknüpfte in seiner wissenschaftlichen und praktischen Arbeit wesentliche Themenfelder von Therapie, Forschung und Fortbildung.

## Leben
Aufgewachsen in Traunstein, studierte Langenmayr Psychologie in München und Erlangen und schloss 1967 mit dem Diplom in Psychologie ab. 1973 folgte eine Promotion in Psychologie an der Universität Erlangen bei Walter Toman (Erlangen) und Adolf Däumling (Bonn).
1967–1968 war er als psychologischer Berater von mehreren Kinderheimen der Bruderschaft Salem tätig, 1968–1970 an der Erziehungsberatungsstelle Hof/Saale, mit der Betreuung der Nebenstellen Wunsiedel und Selb. 1970–1974 leitete er die Psychologische Beratungsstelle Arnsberg.
1974–1975 war er außerordentlicher Professor an der Universität Oldenburg. Seit 1975 lehrte er als Professor für Motivationspsychologie an der Universität Essen.
2001 erhielt er die Approbation als Psychologischer Psychotherapeut/Psychoanalytiker, sowohl für Erwachsene als auch für Kinder und Jugendliche.
Die Schwerpunkte seiner wissenschaftlichen Tätigkeit lagen im Gebiet der Psychotherapieforschung (Trauer, Trauerberatung und Trauertherapie), der Lebenslaufforschung, der family relations (Geschwisterkonstellation, Personenverluste durch Tod, Trennung und Scheidung), der Psychosomatik (besonders der Multiplen Sklerose), der Sprachpsychologie (Lautsymbolik), wie der empirischen Evaluation psychoanalytischer Hypothesen.
In seiner praktischen Tätigkeit lagen die Schwerpunkte in der Erziehungsberatung, der psychoanalytischen Psychotherapie, der Trauerberatung und -psychotherapie, der Fortbildung in Trauerbegleitung (zusammen mit Hans Goldbrunner und Ulrich Kobbé) im Auftrag der Ruhr Campus Academy.

## Mitarbeit in Fachgesellschaften
- Bundesverband Trauerbegleitung.

## Werke (Auswahl)

### Publikationen in Buchform
- Arnold Langenmayr: Empirische Evaluation des psychoanalytischen Systems der Psychopathologie mit Hilfe von Familienkonstellationen, speziell mit Hilfe von Personenverlusten. Erlangen 1973 (Dissertation).
- Arnold Langenmayr: Familiäre Umweltfaktoren und neurotische Struktur. 1975.
- Arnold Langenmayr: Die Berufstätigkeit von Müttern verhaltensgestörter Kinder. 1976.
- Arnold Langenmayr: Familienkonstellation – Persönlichkeitsentwicklung – Neurosenentstehung. 1978.
- Arnold Langenmayr, Uwe Prümel: Analyse biographischer Daten von Multiple-Sklerose-Kranken. 1985.
- Ralf Jerneizig, Arnold Langenmayr, Ulrich Schubert: Leitfaden zur Trauertherapie und Trauerberatung. Göttingen 1991, ISBN 3-525-45737-5.
- Ralf Jerneizig, Arnold Langenmayr: Klientenzentrierte Trauertherapie. Eine Pilotstudie zur Erfassung der therapeutischen Wirksamkeit. Göttingen/Bern/Toronto/Seattle 1992, ISBN 3-8017-0458-0.
- Jeannette Kardas, Arnold Langenmayr: Familien in Trennung und Scheidung. Ausgewählte psychologische Aspekte des Erlebens und Verhaltens von Scheidungskindern. Stuttgart 1996, ISBN 3-432-27671-0.
- Arnold Langenmayr: Trauerbegleitung. Beratung – Therapie – Fortbildung. Göttingen 1999, ISBN 3-525-45851-7.
- Christoph Werner, Arnold Langenmayr: Psychoanalyse und Empirie. Die Bedeutung der frühen Kindheit. Band 3. Göttingen 2006, ISBN 3-525-45007-9.
- Christoph Werner, Arnold Langenmayr: Psychoanalyse und Empirie. Psychoanalytische Psychopathologie. Band 4. Göttingen 2006, ISBN 3-525-45008-7.
- Arnold Langenmayr: Einführung in die Trauerbegleitung. Göttingen 2013, ISBN 978-3-525-40346-4.

### Zeitschriftenartikel
- Personenverluste als Determinanten der Partnerwahl. In: Praxis der Kinderpsychologie und Kinderpsychiatrie. Band 24, Nr. 3, 1975, S. 81–84.
- Möglichkeiten und Grenzen der Trauerbegleitung. Aus dem persönlichen Blickwinkel des Wissenschaftlers. In: Leidfaden – Fachmagazin für Krisen, Leid, Trauer. Band 1, Nr. 1, 2012, S. 5–6.
- Ist Trauerbegleitung effektiv? Eine kritische Stellungnahme. In: Leidfaden – Fachmagazin für Krisen, Leid, Trauer. Band 1, Nr. 1, 2012, S. 71–80.

### Rezensionen
- zu Stein Husebö: Liebe und Trauer. Was wir von Kindern lernen können. Lambertus-Verlag, Freiburg 2005 (Online).
- zu Hansjörg Znoj: Ratgeber Trauer. Informationen für Betroffene und Angehörige. Hogrefe Verlag GmbH & Co. KG, Göttingen 2005 (Online).
- zu Gerald Poscheschnik (Hrsg.): Empirische Forschung in der Psychoanalyse. Psychosozial-Verlag, Gießen 2005 (Online).
- zu Peter Kutter, Thomas Müller: Psychoanalyse. Eine Einführung in die Psychologie unbewusster Prozesse. Klett-Cotta Verlag, Stuttgart 2008 (Online).
- zu Petra Hinderer, Martina Kroth: Kinder bei Tod und Trauer begleiten. Ökotopia Verlag, Münster 2005 (Online).
- zu Wolfram Ehlers, Alex Holder: Psychoanalytische Verfahren. Klett-Cotta Verlag, Stuttgart 2009 (Online).
- zu Heinz Böker (Hrsg.): Psychoanalyse im Dialog mit den Nachbarwissenschaften. Psychosozial-Verlag, Gießen 2010 (Online).